# Goran Antonić
Goran Antonić (in serbo Горан Антонић?; Sremska Mitrovica, 3 novembre 1990) è un calciatore serbo, difensore del Velež Mostar.

## Carriera
Antonić ha cominciato la carriera con la maglia del Laćarak, per passare successivamente al Palić. Nel 2010 è stato ingaggiato dallo Spartak Subotica, per cui ha esordito in SuperLiga il 14 agosto dello stesso anno, schierato titolare nel pareggio casalingo per 1-1 contro il BSK Borča. Il 21 maggio 2011 ha trovato la prima rete nella massima divisione locale, nel successo interno per 2-1 sullo Smederevo.
Nell'estate del 2016 è passato ai ciprioti del Nea Salamis. Ha debuttato con questa maglia il 27 agosto, impiegato da titolare nel pareggio per 0-0 in casa dell'Anorthōsis. Ha disputato 30 partite in squadra, nel corso della stagione, tra campionato e coppa.
Il 19 luglio 2017 ha firmato un contratto con l'Elverum, compagine norvegese militante in 1. divisjon. Il 23 luglio ha giocato la prima partita in squadra, indossando il numero 2, in occasione della sconfitta per 2-0 arrivata sul campo dell'Ullensaker/Kisa.

## Statistiche

### Presenze e reti nei club
Statistiche aggiornate al 10 novembre 2017.
| Stagione                | Club                    | Campionato              | Campionato | Campionato | Coppe nazionali | Coppe nazionali | Coppe nazionali | Coppe continentali | Coppe continentali | Coppe continentali | Supercoppe | Supercoppe | Supercoppe | Totale | Totale |
| Stagione                | Club                    | Comp                    | Pres       | Reti       | Comp            | Pres            | Reti            | Comp               | Pres               | Reti               | Comp       | Pres       | Reti       | Pres   | Reti   |
| ----------------------- | ----------------------- | ----------------------- | ---------- | ---------- | --------------- | --------------- | --------------- | ------------------ | ------------------ | ------------------ | ---------- | ---------- | ---------- | ------ | ------ |
| 2009-2010               | Palić                   | SP                      | ?          | ?          | CS              | ?               | ?               | -                  | -                  | -                  | -          | -          | -          | ?      | ?      |
| 2010-2011               | Spartak Subotica        | SL                      | 29         | 1          | CS              | 3               | 0               | UEL                | 3                  | 0                  | -          | -          | -          | 35     | 1      |
| 2011-2012               | Spartak Subotica        | SL                      | 14         | 0          | CS              | 2               | 0               | -                  | -                  | -                  | -          | -          | -          | 16     | 0      |
| 2012-2013               | Spartak Subotica        | SL                      | 25         | 0          | CS              | 3               | 0               | -                  | -                  | -                  | -          | -          | -          | 28     | 0      |
| 2013-2014               | Spartak Subotica        | SL                      | 28         | 1          | CS              | 4               | 0               | -                  | -                  | -                  | -          | -          | -          | 32     | 1      |
| 2014-2015               | Spartak Subotica        | SL                      | 29         | 0          | CS              | 2               | 0               | -                  | -                  | -                  | -          | -          | -          | 31     | 0      |
| 2015-2016               | Spartak Subotica        | SL                      | 35         | 2          | CS              | 4               | 0               | -                  | -                  | -                  | -          | -          | -          | 39     | 2      |
| Totale Spartak Subotica | Totale Spartak Subotica | Totale Spartak Subotica | 160        | 4          |                 | 18              | 0               |                    | 3                  | 0                  |            | -          | -          | 181    | 4      |
| 2016-2017               | Nea Salamis             | AK                      | 28         | 0          | CC              | 2               | 0               | -                  | -                  | -                  | -          | -          | -          | 30     | 0      |
| lug.-dic. 2017          | Elverum                 | 1D                      | 15         | 0          | CN              | 1               | 0               | -                  | -                  | -                  | -          | -          | -          | 16     | 0      |
| Totale carriera         | Totale carriera         | Totale carriera         | 203+       | 4+         |                 | 21+             | 0+              |                    | 3                  | 0                  |            | -          | -          | 227+   | 4+     |

## Palmarès

### Club

#### Competizioni nazionali
- Coppa d'Armenia: 1

Alaškert: 2018-2019
- Liga Leumit: 1

Hapoel Tel Aviv: 2024-2025